# William Shakespeare Complete Works
William Shakespeare Complete Works, även kallad The RSC Shakespeare, är en utgåva av William Shakespeares samlade verk som utkom första gången i april 2007. Den formella titeln är och redaktörerna som ansvarat för arbetet med volymen är litteraturvetarna Jonathan Bate och Eric Rasmussen.  The RSC Shakespeare tillkom som namnet antyder på uppdrag av The Royal Shakespeare Company.
Vad som skiljer The RSC Shakespeare från liknande moderniserade och kommenterade utgåvor är att den uteslutande är baserad på den ursprungliga utgåvan av Shakespeares samlade verk, den så kallade första folion från 1623. Alla övriga utgåvor utgör i praktiken en blandning av den första folions text och text hämtad från Quarto-utgåvor (ungefär motsvarande dagens pocketböcker), som finns tillgängliga för ett flertal av Shakespeares pjäser och ibland skiljer sig avsevärt från folio-versionerna. Den huvudsakliga idén bakom Bates och Rasmussens strategi har varit att lyfta fram Shakespeares pjäser såsom hans samtida skådespelarkollegor (vilka låg bakom publiceringen av den första folion) använde dem i dåtidens teateruppsättningar. Såväl beröm som kritik har riktats mot redaktörernas målsättning från kritiker och litteraturvetare som kommenterat utgivningen, även om själva genomförandet i första hand fått ett positivt bemötande.